# Пуччи, Лоренцо
Лоре́нцо Пу́ччи (лат. Laurentius Pucius, итал. Lorenzo Pucci; 18 августа 1458, Флоренция, Флорентийская республика — 16 сентября 1531, Рим, Папская область) — итальянский кардинал и церковный сановник. Представитель рода Пуччи. Сторонник дома Медичи. Меценат. Покровительствовал Рафаэлю Санти и Микеланджело Буонаротти. Его активная торговля индульгенциями послужила причиной для жесткой критики Римской курии со стороны Мартина Лютера. Участвовал в заседаниях V Латеранского собора и на двух конклавах в 1521—1522 и 1523 годах, на которых римскими папами были избраны Адриан VI и Климент VII.

## Биография

### Ранние годы
Родился во Флоренции 10 августа 1458 года в семье Антонио Пуччи и Маддалены, урождённой Джини. В некоторых источниках ошибочно указана его матерью Пьера Манетти, вторая супруга отца, от которой у него был единокровный брат, также ставший кардиналом, как и один из его племянников. Семья Пуччи принадлежала к благородному сословию Флоренции и имела тесные связи с семьёй Медичи.
В 1474—1475 годах поступил в Пизанский университет, в котором в 1478 году защитил степень по гражданскому праву. В 1478—1480 годах преподавал эту дисциплину в альма-матер, одновременно изучая каноническое право и углубляя познания в теологии. Получив степень по каноническому праву, в 1480—1482 годах преподавал эту дисциплину в Пизанском университете.
В октябре 1479 года в епархии Ареццо им была куплена пара церковных бенефициев. В 1481 году стал каноником в соборе Святой Марии в цветах во Флоренции. В 1491 году в том же соборе купил место субдекана. В 1508 году стал каноником базилики Святого Лаврентия во Флоренции. В феврале 1481 года Флорентийская республика предложила Пуччи на место администратора архиепископства Пизы, но Святой Престол назначил другого кандидата.

### Карьера
Завершив образование, переехал в Рим. Под покровительством семьи Медичи и кардинала Родриго Борджа, любовника сестры жены его брата, начал карьеру служащего Апостольской камеры. В апреле 1484 года предпринял безуспешную попытку занять должность ревизора Папской палаты. Вскоре им был куплен ряд должностей в администрации папского государства, которые затем окупились и принесли ему хорошую прибыль. Первую свою должность, писаря апостольских документов, он приобрёл в октябре 1484 года. До 1494 года, по просьбе семьи Медичи, выполнял для них различные поручения на дипломатическом фронте. Так, 23 июля — 11 августа 1486 года, по просьбе Лоренцо Великолепного, он принимал участие в завершении мирных переговоров между римским папой Иннокентием VIII и неаполитанским королём Фердинандом. Пуччи получил это поручение, потому что Флорентийская республика не желала публично занимать чью-либо сторону в конфликте, который вошёл в историю под названием Заговора баронов. Осенью 1494 года он взял на себя функцию неофициального посредника в переговорах между римским папой Александром VI и Пьеро Медичи, на которых обсуждалась возможность совместных действий против французского короля Карла VIII. Переговоры эти также ни к чему не привели. После изгнания семьи Медичи из Флоренции участвовал в секретных переговорах в Риме о дипломатическом и военном содействии их возвращению в город.
5 февраля 1509 года был назначен коадъютором Никколо Пандольфини, епископа Пистойи. 17 сентября 1518 года возглавил эту епархию, а 5 ноября 1518 года уступил кафедру Пистойи племяннику, будущему кардиналу. Пуччи был сторонником непотизма и всячески помогал родственникам. В марте 1511 года он приобрёл место апостольского датария, которое позволяло ему собирать церковные бенефиции и продавать куриальные должности. С этой должностью он стал одним из влиятельных куриальных служителей и приоритетным посредником понтифика в его переговорах с Флоренцией, что особенно проявилось во время Пизанского собора в 1511—1512 году. В сентябре того же года при его участии с Флоренции был снят интердикт. В июле 1512 года в официальных переговорах с руководством Флорентийской республики Пуччи безуспешно пытался убедить Флоренцию отказаться от союза с французским королём и войти в Священную лигу. Однако после осады города Прато испанской армией в августе 1512 года Флоренция вступила в антифранцузскую коалицию и разрешила семье Медичи вернуться в город. Пуччи и кардинал Джованни Медичи всячески содействовали укреплению власти семьи Медичи во Флоренции.
Вступил в военно-монашеский Орден рыцарей-гаудентов, получив от римского папы Юлия II приорат Святого Михаила в Бритти. Вместе с кардиналом Джованни Медичи принимал участие в заседаниях V Латеранского собора. Пуччи был одним из душеприказчиков римского папы Юлия II, после смерти которого он договорился с Микеланджело Буоноротти о завершении гробницы покойного понтифика. По заказу Пуччи в 1514 году Микеланджело перестроил фасад его дворца в Риме, в котором ныне располагается Конгрегация доктрины веры. После избрания кардинала Джованни Медичи римским папой под именем Льва Х, на консистории 23 сентября 1513 года Пуччи был возведён в сан кардинала. 29 сентября того же года он стал кардиналом-священником с титулом церкви Санти-Куаттро-Коронати, а в ноябре ему были определены ежегодные выплаты в размере пятьсот дукатов. С 8 января 1518 по 10 января 1519 года Пуччи был камерленго Коллегии кардиналов. 15 июня 1524 года он стал кардиналом-епископом Альбано. Но через месяц поменял кафедру и 24 июля того же года стал кардиналом-епископом  Палестрины. Однако во всех официальных бумагах и переписке его по-прежнему именовали с титулом церкви Санти-Куаттро-Коронати, или кратко Сантикуатро. Как апостольский администратор, Пуччи, не выезжая из Рима, руководил, иногда одновременно, несколькими епархиями — кафедрами Мельфи с 12 августа 1513 по 16 марта 1528, Ванна с 21 ноября 1513 по 11 декабря 1514, Амальфи с 1516 по 1519, Корнето и Монтефьясконе с 23 марта 1519 по 13 апреля 1519, Капаччо с 10 сентября 1522 по 12 июня 1523. Он также был протектором Речи Посполитой с 1514 года, протектором Ордена проповедников и вице-протектором Ордена служителей Девы Марии.

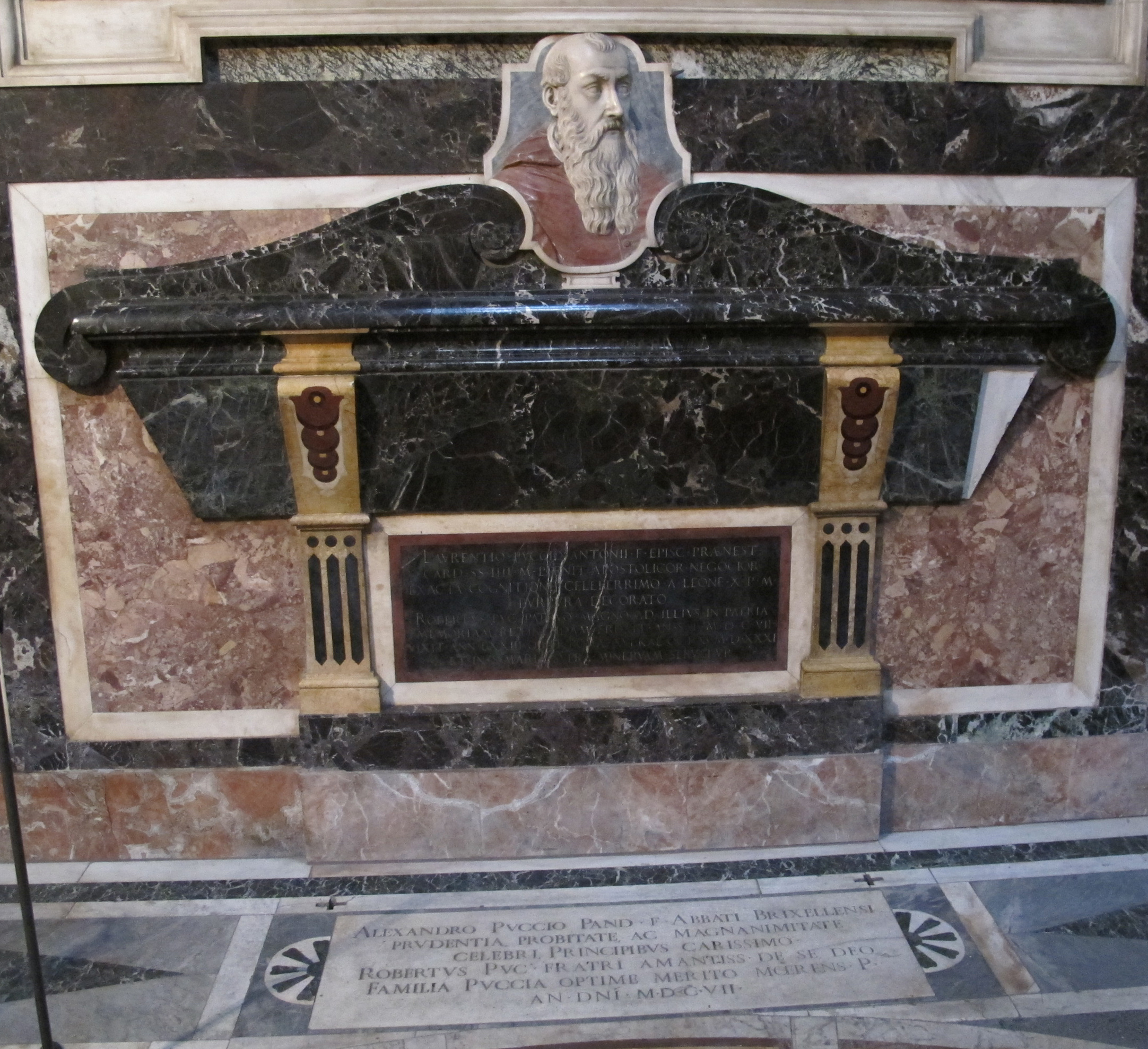
Гробница кардинала в базилике Святой Марии над Минервой в Риме

В конце 1515 года сопровождал римского папу Льва X в Болонью на встречу с французским королем Франциском I. От имени папского государства вёл переговоры об отмене прагматической санкции и о компенсациях Святому Престолу за отказ от Модены и Реджо, которые были заняты папской армией во времена потификата Юлия II. Пуччи также было поручено составить окончательный текст соглашения. По мнению историка Франческо Гвиччардини, на Пуччи лежит главная ответственность за безобразную торговлю индульгенциями в германских государствах, которая спровоцировала Мартина Лютера на критику Святого Престола, что, в свою очередь, стало причиной Реформации.
В 1520 году кардинал провернул аферу, став одним из учредителей ордена кавалеров Святого Петра, чтобы, торгуя этим орденом, собрать деньги на разработку шахт в Тольфе. Вместо этого он обменял квоты в обществе, занимавшемся разработкой этих шахт, на восемь орденов для своих непотов. 28 сентября 1520 года за двадцать пять тысяч дукатов Пуччи купил себе место Великого пенитенциария, сделав это от имени племянника, которому передал это место 1 октября 1529 года. На этой должности, занимавшейся контролем за церковными финансами, у кардинала случались неоднократные конфликты из-за его неумеренной алчности. В 1522—1523 годах при римском папе Адриане VI ему пришлось столкнуться с серьёзными обвинениями в финансовой нечистоплотности. Официальным обвинителем выступил кардинал Франческо Содерини. Но скоропостижная смерть понтифика и протекция кардинала Джулио Медичи воспрепятствовали развитию дела.

### Поздние годы
При новом римском папе, которым под именем Климента VII стал кардинал Джулио Медичи, положение Пуччи упрочилось. Он активно поддерживал все инициативы понтифика, например, участвовал в сборе средств на войну с Османской империей и даже сделал Климента VII своим душеприказчиком. В 1527 году, вместе с понтификом, пережил заключение в замке Святого Ангела при осаде Рима императорской армией. За восемнадцать тысяч золотых флоринов Пуччи выкупил римского папу у командующего императорской армией Филибера де Шалона. По благословению всё того же понтифика кардинал вошёл в состав Комиссии по реформе нравов клириков, учреждённую в ноябре 1524 года. Ему также были поручены переговоры о признании недействительным брака английского короля Генриха VIII и Екатерины Арагонской. Пуччи умер в Риме 18 сентября 1531 года. Его гробница находится в базилике Святой Марии над Минервой.

### Меценат
При жизни кардинал покровительствовал живописцам и литераторам. Его расположением пользовались Микеланджело Буоноротти и Рафаэль Санти. Последний по заказу Пуччи написал алтарный образ «Экстаз Святой Цецилии» для церкви Святого Иоанна в Монте-ди-Болонья. Живописец Россо Фьорентино написал для него герб Пуччи над входом в фамильную капеллу в базилике Благовещения во Флоренции. Другой художник, Перин дель Вага, по заказу кардинала, расписал капеллу в церкви Сантиссима-Тринита-дей-Монти в Риме. Портрет Пуччи 1529—1530 года кисти Пармиджанино, на котором он изображен в одеянии Великого пенитенциария, длительное время приписывали кисти Себастьяно дель Пьомбо. Пуччи также оказывал поддержку поэтам и писателям Пьетро Бембо, Якопо Садолето, Паоло Бомбаче и проповеднику Лоренцо Давидико. Ему известный гуманист Эразм Роттердамский посвятил свои «Аннотации к сочинениям Святого Киприана», изданные в 1519 году.